# Livré-la-Touche
Livré-la-Touche (bis 2008 nur Livré) ist eine französische Gemeinde mit 728 Einwohnern (Stand: 1. Januar 2022) im Département Mayenne in der Region Pays de la Loire; sie gehört zum Arrondissement Château-Gontier und zum Kanton Cossé-le-Vivien. Die Einwohner werden Livréens genannt.

## Geographie
Livré-la-Touche liegt etwa 30 Kilometer südwestlich von Laval am Fluss Oudon, in den hier die Mée einmündet. Umgeben wird Livré-la-Touche von den Nachbargemeinden Méral im Norden und Nordwesten, Cossé-le-Vivien im Norden und Nordosten, Athée im Osten, Craon im Südosten, Niafles im Süden, La Selle-Craonnaise im Südwesten sowie Ballots im Westen.

## Bevölkerungsentwicklung
| Jahr                       | 1962 | 1968 | 1975 | 1982 | 1990 | 1999 | 2006 | 2019 |
| -------------------------- | ---- | ---- | ---- | ---- | ---- | ---- | ---- | ---- |
| Einwohner                  | 892  | 789  | 798  | 768  | 840  | 787  | 790  | 736  |
| Quellen: Cassini und INSEE |      |      |      |      |      |      |      |      |

## Sehenswürdigkeiten
- Kirche Notre-Dame-de-l’Assomption aus dem 15./16. Jahrhundert, Monument historique
- Kapelle Saint-Denis in Le Blouchet aus dem 20. Jahrhundert
- Herrenhaus von L’Épronnière

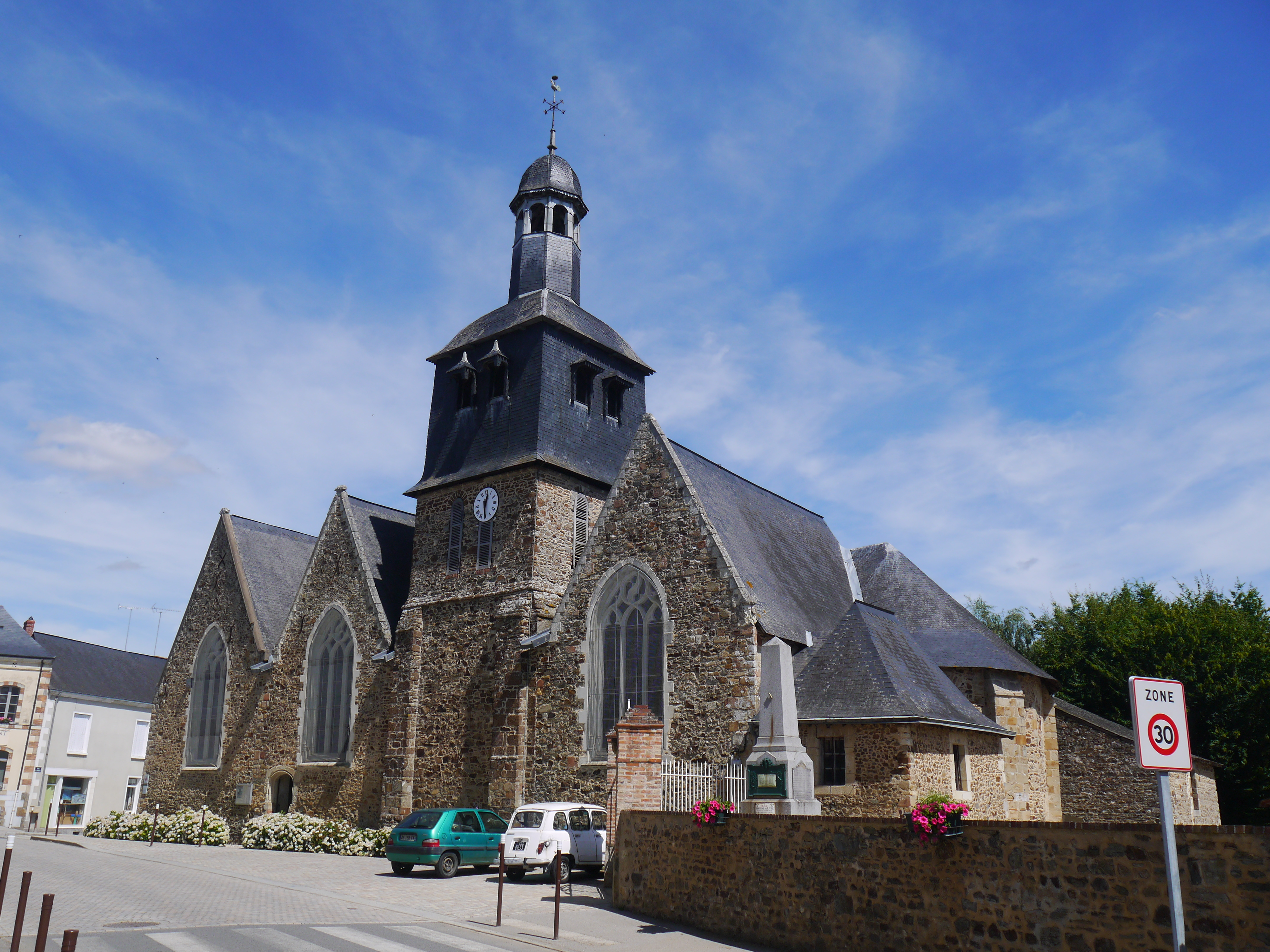
Kirche Notre-Dame-de-l’Assomption
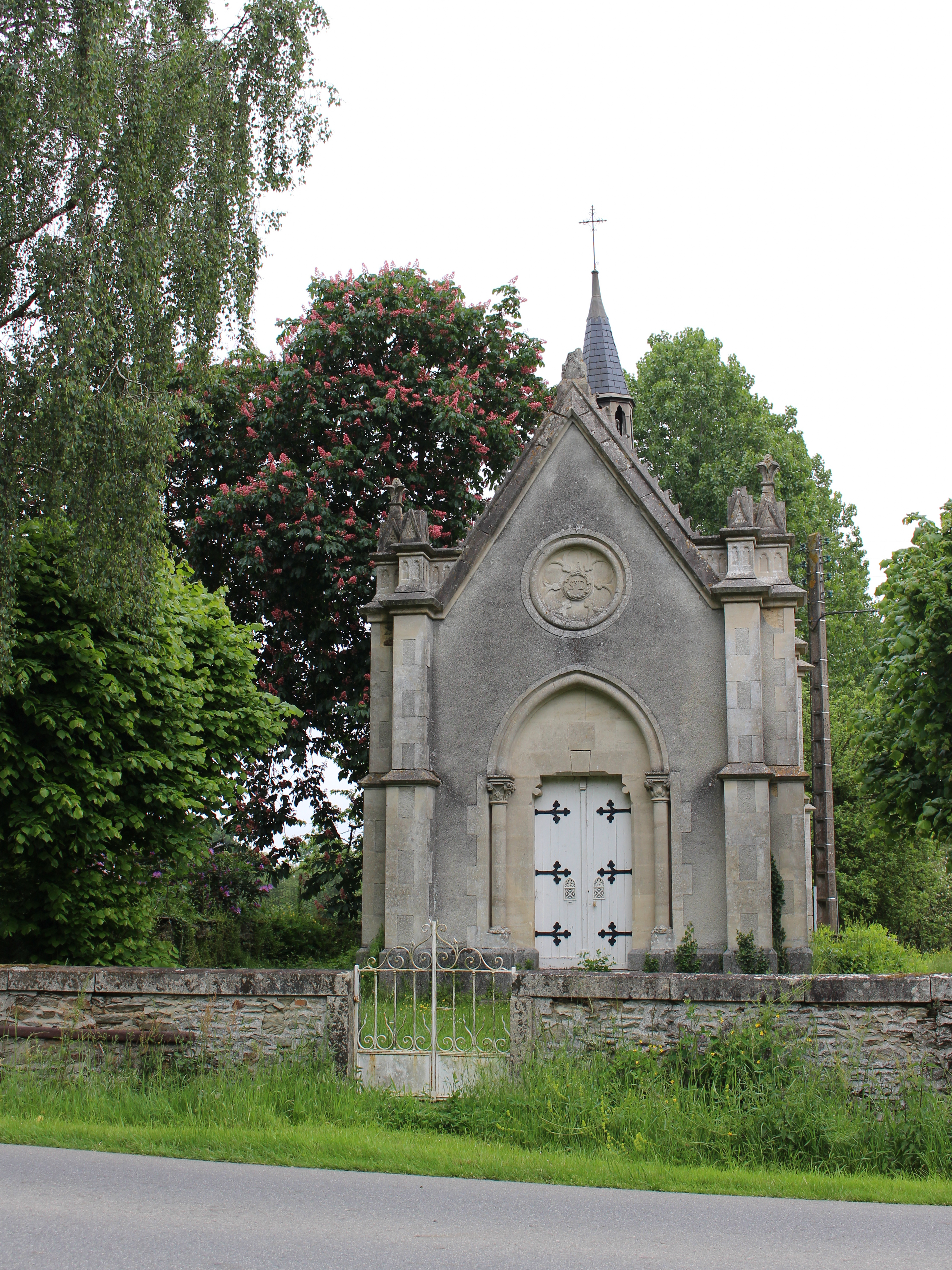
Kapelle Saint-Denis
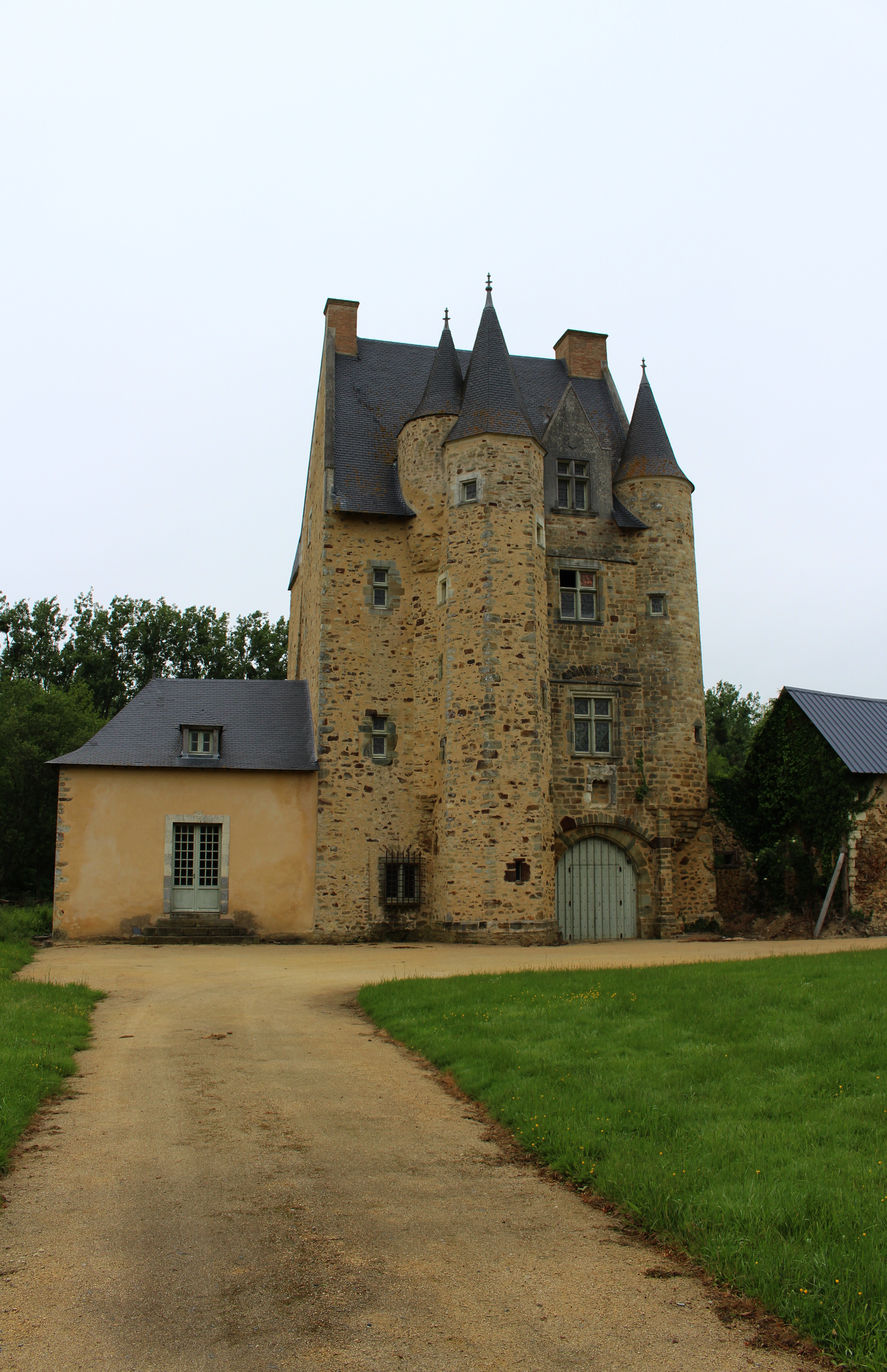
Herrenhaus von L’Épronnière